# Mravenec rezavý
Mravenec rezavý (Myrmica ruginodis) je druh mravence z podčeledi Myrmicinae. Tento druh je běžný ve stinných lesích.

## Popis
Dělnice jsou červenohnědě zbarvené. Tykadla mají u báze rovnoměrně zahnutá. Hlava a hruď (mesosoma) jsou zřetelně podélně rýhované. Tělo je pokryté jemnými vroubky. U samic a samců jsou dorzální trny na propodeu (část mezosomy) delší než 0,28násobek délky hlavy. Královny připomínají dělnice, ale jsou větší. Mravenci tohoto druhu se liší přítomností výrazných vroubků na těle.

## Výskyt a prostředí
Mravenec rezavý se vyskytuje od Španělska po Kamčatku. Na severu zasahuje až k 71. rovnoběžce. V České republice je běžný v lesích, zejména ve vlhkých a stinných stanovištích. Preferuje chladné listnaté a jehličnaté lesy, ale také podmáčené louky a rašeliniště. Na zemědělských plochách nebo v blízkosti lidských sídel se vyskytuje jen zřídka.

## Životní cyklus
Mravenci tohoto druhu vytvářejí kolonie s jednou nebo více královnami. Dělnice staví hnízda v půdě, pod mechem nebo v tlejícím dřevě. Rojení probíhá od poloviny července do začátku září, obvykle v podvečerních hodinách. Kolonie s malými královnami (mikrogynními) se často rozšiřují tak, že zakládají nová hnízda v blízkosti původního, přičemž jsou závislé na mateřské kolonii. Naopak kolonie s velkými královnami (makrogynními) bývají obvykle menší a mají jen jednu královnu.

## Synonyma
Druh byl v minulosti popisován pod různými jmény:
- Myrmica diluta Nylander
- Myrmica dimidiata Say
- Myrmica rubra var. macrogyna Brian & Brian
- Myrmica rubra var. microgyna Brian & Brian
- Myrmica rubra var. mutata Sadil
- Myrmica rubra var. ruginodolaevinodis Forel